# Иоселиани, Платон Игнатьевич
Плато́н Игна́тьевич Иоселиа́ни (груз. პლატონ ეგნატეს ძე იოსელიანი; 1810—1875) — исследователь гражданской и церковной истории Грузии. Биограф Георгия Саакадзе и последнего грузинского царя Георгия XII.

## Биография
По окончании Санкт-Петербургской духовной академии, Иоселиани стал преподавателем физики и философских наук в Тифлисской духовной семинарии. Позже состоял чиновником особых поручений при кавказском наместнике.
В 1849 году при поддержке Михаила Воронцова он совершил государственную поездку в Грецию и посетил средневековый Грузинский Иверский монастырь на Афоне.
Платон Иоселиани был великолепным знатоком истории Грузинской Церкви и тбилисских древностей. Сотрудничал с академиком Броссе. В 1838 году Императорская Академия Наук и Святейший Синод РПЦ поручили Иоселиани разбор древних исторических актов (гуджаров), собранных при Грузинском синодальном комитете.
С 1845 по 1855 гг. Иоселиани работал редактором «Закавказского Вестника». Много времени и сил посвятил он реабилитации грузинского национального героя Георгия Саакадзе.
Труды Иоселиани печатались в «Журнале Министерства Народного Просвещения» (1842), «Журнале Министерства Внутренних Дел» (1844), «Кавказе», «Кавказском Календаре» и некоторых других местных изданиях. Выпустил отдельной книгой «Путевые записки по Дагестану» (1862). В 1880 в грузинском журнале «Иверия» был помещён последний труд Иоселиани «О последнем грузинском царе Георгии».
Иоселиани был женат на княжне Анне Багратион-Мухранели (1839—1913).
Был похоронен в ограде возведённой им «по обету», на выздоровление сына, Вознесенской церкви (улица Амаглеба), позднее перезахоронен в Дидубийском пантеоне.

## Награды
- Орден Святой Анны 3-й степени (29.04.1848)[2] — за усердную службу в качестве редактора «Закавказского Вестника».